# 森ビル デジタルアート ミュージアム:エプソン チームラボボーダレス
森ビル デジタルアート ミュージアム：エプソン チームラボボーダレス（英語: MORI Building DIGITAL ART MUSEUM: EPSON teamLab Borderless）は、チームラボと森ビルが共同設立した森ビル・チームラボ有限責任事業組合が運営し、エプソン販売がプロジェクションパートナーとして協賛する、デジタルテクノロジーを活用したアートを常設展示する世界初のミュージアムである。チームラボにとって東京初の常設展示の場で、同社のフラッグシップ施設という位置付けになっている。
2018年6月21日から2022年8月31日まで東京都江東区青海のパレットタウン内で開催した後、2024年2月9日に東京都港区麻布台にある麻布台ヒルズ内にて移転開業した。

## 概要
2017年7月17日までパレットタウン内に存在していた東京レジャーランドパレットタウン店の跡地を改修し、2018年6月21日にオープンした。
名称の”Borderless”には、「作品と作品」「作品と鑑賞者」「自己と他者」の境界をなくし、鑑賞者も作品の一部となって溶け込んでいくという想いが込められており、本施設は「境界のない1つの世界の中で、さまよい、探索し、発見する」をコンセプトとしている。
初年度の年間来館者数は約230万人。これまでに160以上の国と地域の人が訪れ、ジャスティン・ビーバー、ケンドリック・ラマー、メラニア・トランプ前大統領夫人らといった著名人も多く来館している。
2019年に計219万8284人の来場者数を記録し、「単一アート・グループとして世界で最も来館者が多い美術館」としてギネス世界記録に認定された。
パレットタウンの全館閉館に伴い2022年8月31日を持ってパレットタウン内での営業を終了。2024年2月9日からは麻布台ヒルズガーデンプラザBの地下1階に移設して開業された。移設先ではパレットタウンで展示されていた作品に加え、新作や日本未公開作品も多数用意されている。